# Dumitrița
Dumitrița – wieś w Rumunii, w okręgu Bistrița-Năsăud, w gminie Dumitrița. W 2011 roku liczyła 753 mieszkańców.